# Clausensee
Der Clausensee ist ein Stausee des Schwarzbachs im Schwarzbachtal im westlichen Pfälzerwald (Rheinland-Pfalz).

## Geographie

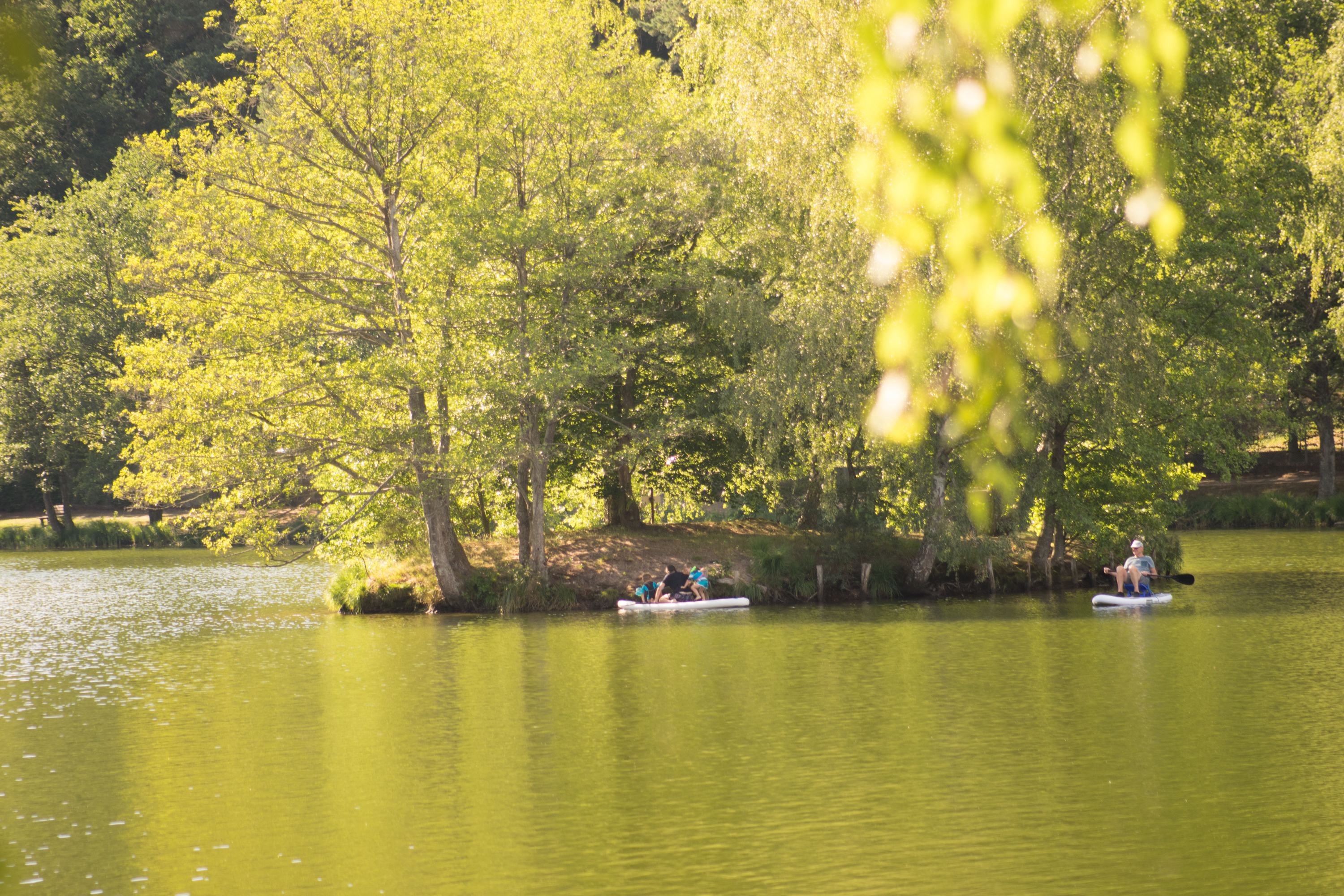
Insel im Clausensee

Der Clausensee liegt etwa 10 km östlich der Bundesstraße 270 (Kaiserslautern–Pirmasens) zwischen Waldfischbach-Burgalben und Leimen auf einer Höhe von 280 m. Er wird vom 50 km langen Schwarzbach gespeist, der in diesem Abschnitt auch Burgalb genannt wird und sein Wasser über Blies, Saar und Mosel zum Rhein schickt. Das Nordufer gehört zur Gemarkung von Heltersberg, das Südufer zur namensgebenden Gemeinde Clausen. Der See selbst befindet sich in Privatbesitz.
An der Nordseite des Sees führt die Kreisstraße 32 entlang, die von Waldfischbach-Burgalben hinauf nach Leimen führt.
Die umgebenden Berge des Pfälzerwalds überragen den See um bis zu 200 m: Der Große Hundsberg im Norden ist 477 m hoch, der Hesselsberg im Südwesten 465 m, der Schmale Kopf im Südosten 503 m.

## Eigenschaften
Der See ist ungefähr 450 m lang und 90 m breit, seine Gesamtfläche beträgt gut 4 ha. In der Mitte des bis zu 5 m tiefen Sees liegt eine Insel. Die Wasserqualität gilt als „ausgezeichnet“.

## Wirtschaft und Tourismus

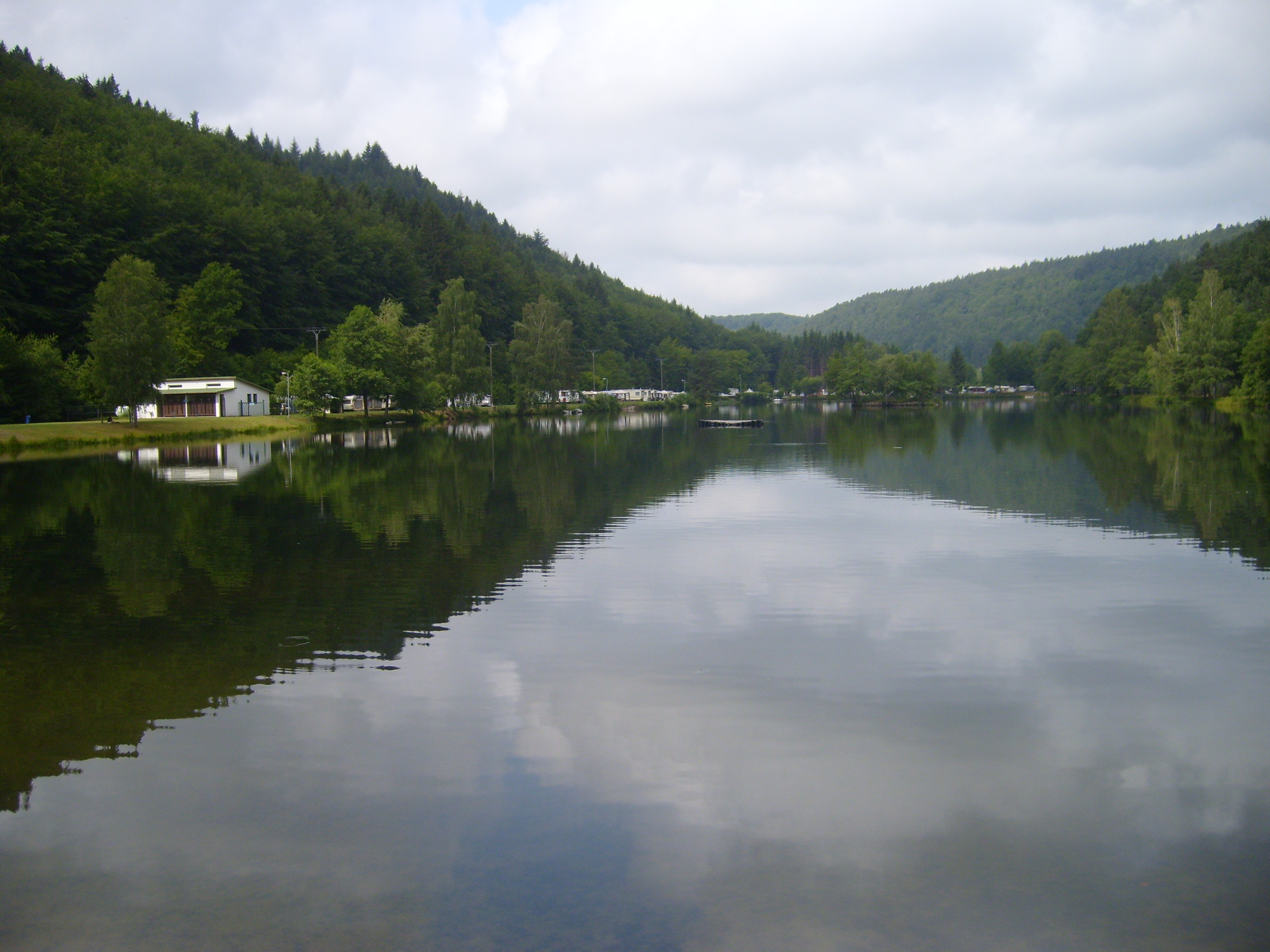
Campingplatz

Der See wird als Fisch- und Freizeitgewässer genutzt. Oben am See gibt es einen Campingplatz mit einem Strandabschnitt, der unbewacht ist. Jährlich am letzten Juliwochenende findet ein Seefest statt.
Sehenswürdigkeiten rund um den See sind im Artikel Schwarzbachtal behandelt.